# Ralf Brudel
Ralf Brudel (født 6. februar 1963 i Potsdam) er en tysk tidligere roer og olympisk guldvinder.

## Karriere
Brudel roede i flere forskellige bådtyper. Hans første store resultat kom, da han var med til at vinde VM-sølv som junior for DDR i 1980 i firer uden styrmand, og året efter blev han juniorverdensmester i toer uden styrmand. Som senior begyndte han i den østtyske otter, som han var med til at vinde VM-sølv med i både 1982 og 1983. I 1986 roede han firer uden styrmand og vandt her VM-bronze, mens han i 1987 var med til at blive verdensmester i båden.
Båden med Brudel var derfor blandt favoritterne ved OL 1988 i Seoul. Bådens øvrige besætning var Roland Schröder, Olaf Förster og Thomas Greiner, hvoraf de to sidstnævnte også var verdensmestre fra året forinden. Båden vandt sit indledende og sit semifinaleheat, og i finalen var østtyskerne overlegne og vandt guld med mere end to et halv sekund ned til den amerikanske båd på andenpladsen, mens vesttyskerne sikrede sig bronze.
I 1989 blev østtyskerne igen verdensmestre, mens de i 1990 vandt VM-bronze.
Ved OL 1992 i Barcelona var han (efter Tysklands genforening) med i den fællestyske firer med styrmand, hvor denne disciplin for sidste gang var på det olympiske program. Den tyske besætning bestod ud over Brudel af Uwe Kellner, Thoralf Peters, Karsten Finger og styrmand Hendrik Reiher, og de kvalificerede sig til finalen som vindere af deres indledende heat. I finalen kunne de dog ikke følge med den rumænske båd, der satte olympisk rekord, men med en tid knap et sekund langsommere sikrede tyskerne sig dog sølvet næsten tre sekunder foran polakkerne, der fik bronze. Dette OL blev Brudels sidste store internationale konkurrence.

## OL-medaljer
- 1988:  Guld i firer uden styrmand
- 1992:  Sølv i firer med styrmand